# لوسیک کوشیان
لوسیک (لیوسیا) گئورگی کوشیان (ارمنی: Լուսիկ (Լյուսյա) Գևորգի؛  زادهٔ ۲ آوریل ۱۹۲۱ - درگذشته ۲۶ اکتبر ۱۹۸۴) خواننده اهل ارمنستان بود. وی بین سال‌های - تا - میلادی فعالیت می‌کرد.

## زندگی‌نامه
وی در ۲ آوریل ۱۹۲۱ در باکو به دنیا آمد . وی همچنین برنده جوایزی همچون هنرمند مردمی ارمنستان شوروی (1961) شد. وی در ۲۶ اکتبر ۱۹۸۴ در سن ۶۳ سالگی در ایروان درگذشت و در آرامستان مرکزی ایروان (توخماخ) به خاک سپرده شد.